# 姫様LOVEライフ!
『姫様LOVEライフ!』（ひめさまラブライフ）は、Princess Sugarより2015年9月18日に発売された18禁美少女アドベンチャーゲーム。
2020年6月26日には、PoRO petitよりOVA版が発売された。

## あらすじ
義妹・伊緒と二人暮らしをする主人公のもとへ八尋の妹を名乗るルリア・フォンディーナが現れる。さらに、 中東の国・マリニスタンの姫君であるラティーファや、アジア某国の姫君である王 舞華も登場する。そして、伊緒もとある国の王族の血を引いていた。

## 登場人物
九条八尋 （くじょう やひろ）
身長：172cm
本作の主人公。趣味は自作パソコンいじりで、一学期の途中で引っ越し妹と二人暮らし。
ルリア・フォンディーナ
声：有栖川みや美
身長：153cm B86/ W54/ H85
小さな島国・フォンディーナの姫君で主人公に王位を継承してもらうために来た。
ラティーファ
声：桃井いちご
身長：160cm B98/ W59/ H88
中東の国・マリニスタンの姫君で語学留学のためにやってきた。
王 舞華 （おう まいか）
声：青葉りんご
身長：148cm B80/ W51/ H82
髪型はツインテールで、主人公の一つ年下であまりにもワガママなため日本へマナー修行のために出された気の強い猫かぶりなお姫様。
九条 伊緒 （くじょう いお）
声：小倉結衣
身長：156cm B82/ W54/ H84
お兄ちゃんが大好きな義妹で明るく素直な性格。
咲乃 （さくの）
声：結衣菜
身長：163cm B88/ W58/ H89
舞華の教育係 兼メイド。
美澤 ちさ （みさわ ちさ）
声：早瀬ゃょぃ
身長：158cm B83/ W59/ H86
主人公のクラスメイト。

## 制作
舞華の教育係兼メイド・咲乃役には結衣菜が起用された。結衣菜は自身のブログ記事の中で、普段は元気なキャラクターを演じることが多く、訥々とした話し方をする役の経験はあったものの、主人公より年上のキャラクターは咲乃が初めてだったと語っている。
ディレクターの紅葉みさきは、演技について舞華ルートにおける咲乃は舞華への愛が感じられた一方、ハーレムルートでは恥じらう様子が出ていてよかったと結衣菜のブログ記事に寄せたコメントの中で語っている。

## スタッフ
- ディレクター - 紅葉みさき[2]
- キャラクターデザイン・原画 - みけおう
- シナリオ - 屑美たけゆき